# Hoyvíker Abkommen
Das Hoyvíker Abkommen ist ein völkerrechtlicher Vertrag zwischen Island und den Färöern. Er richtet zwischen beiden Ländern eine umfassende Freihandelszone ein.

## Geschichte
Der Vertrag wurde am 31. August 2005 vom isländischen Ministerpräsidenten Davíð Oddsson und dem färöischen Ministerpräsidenten Jóannes Eidesgaard im Nationalmuseum der Färöer in Hoyvík, einem Vorort der Hauptstadt Tórshavn, unterschrieben. Der Vertrag wurde von beiden Parlamenten 2006 ratifiziert. Da aber die Färöer staatsrechtlich zu Dänemark gehören, musste der Vertrag noch vom dänischen Parlament ratifiziert werden, um volle Gültigkeit zu erlangen. 

## Inhalt
Es ist der bisher weitreichendste Freihandelsvertrag zwischen Island und den Färöern. Er garantiert eine fast unbegrenzte Bewegungsfreiheit für Personen, Waren, Dienstleistungen und Kapital. Er behandelt auch Wettbewerbspolitik und Subventionen und verbietet jegliche Ungleichheit aufgrund der Staatsbürgerschaft (abgesehen von vertraglich festgelegten Ausnahmen). Für Island ist es der erste Vertrag, der auch landwirtschaftliche Produkte umfasst. Diesen Wirtschaftssektor schützt die isländische Regierung normalerweise vor ausländischen Einflüssen. Eine bedeutende Ausnahme stellt aber die Fischereiindustrie dar, die der Vertrag nicht umfasst. Bereits bestehende Beschränkungen von ausländischen Investitionen in der Industrie bleiben unberührt.
Neben den rein wirtschaftlichen Aspekten wurden weitere Maßnahmen für eine engere Zusammenarbeit beschlossen. Sie beziehen sich auf so unterschiedliche Gebiete wie Kultur, Bildung, Sport, Gesundheitswesen, Transport, Kommunikation, Tourismus, Umweltschutz, Energie und Ressourcenverwertung.